# زكتزونتلي

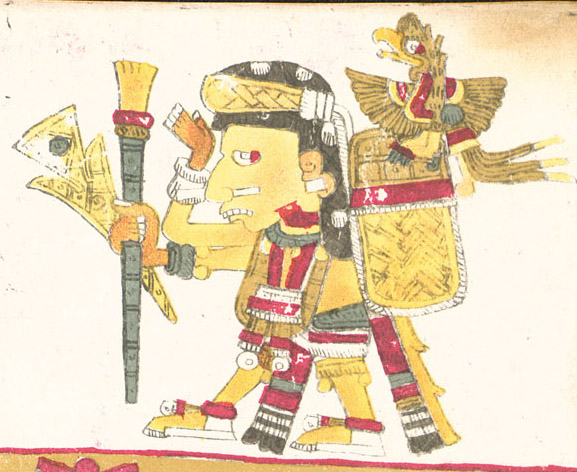
زكتزونتلي

زكتزونتلي (بالإنجليزية: Zacatzontli)‏ في أساطير الأزتيك، هو إله الطريق النهاري أو إله الطرق، لديه نسر كمرشد رمز الشمس. يمسك بيده اليسرى صولجانا ويده اليمنى تمسك حقيبة ظهر مليئة بالكويتزل. يمكن أن يكون حاميًا للتجار، وبالتالي معادلته مع إله المايا إيك كواج Ek Chuáj. أحد الأشياء الغريبة عن زكتزونتلي هو أنه ليس لديه غطاء للرأس، فقط ريشة. يمكن أن يعني اسمه رب الطريق أو طريق الرب، على الرغم من أن السابق يبدو أكثر ترجيحًا.